# ديفيد هاني
ديفيد هاني (بالإنجليزية: David Honey)‏ هو كيميائي وسياسي أسترالي، ولد في 18 أبريل 1958 في أستراليا. حزبياً، نشط في الحزب الليبرالي الأسترالي. في 2018 Cottesloe state by-election ‏، انتخب عضو الجمعية التشريعية لأستراليا الغربية عن دائرة Electoral district of Cottesloe ‏ وقد انضم خلال فترته النيابية (17 مارس 2018 – ) للكتلة البرلمانية الحزب الليبرالي الأسترالي.